# Jordy Clasie
Jordy Clasie (wym. [ˈjɔrdi ˈklaːzi], ur. 27 czerwca 1991 w Haarlemie) – holenderski piłkarz grający na pozycji pomocnika. Obecnie jest zawodnikiem AZ Alkmaar. Gra także w reprezentacji narodowej Holandii.

## Kariera klubowa

### Wczesna kariera
Clasie w wieku 9 lat dołączył do akademii Feyenoordu w 2000r. Latem 2010 r. został wypożyczony do Excelsioru Rotterdam. 15 sierpnia 2010 zadebiutował w derbach przeciwko Feyenoordowi, a Excelsior wygrał 3-2.

### Feyenoord Rotterdam
Na początku sezonu 2011/12 Clasie został włączony do pierwszej drużyny Feyenoordu. Nowy trener Ronald Koeman dostrzegł potencjał młodego pomocnika i od razu stał się podstawowym piłkarzem. 31 lipca 2011 zadebiutował w barwach Feyenoordu w meczu towarzyskim z Malagą. W sierpniu 2014 r. pomógł zespołowi awansować do fazy grupowej Ligi Europejskiej. Następnie przedłużył kontrakt do 2018 roku. Clasie explained the decision that he was keen on developing himself as a player within the team as well as developing together with the team as a whole. Sam piłkarz podkreślił, że zależy mu na rozwinięciu swoich umiejętności, ale też i drużyny.

### Southampton

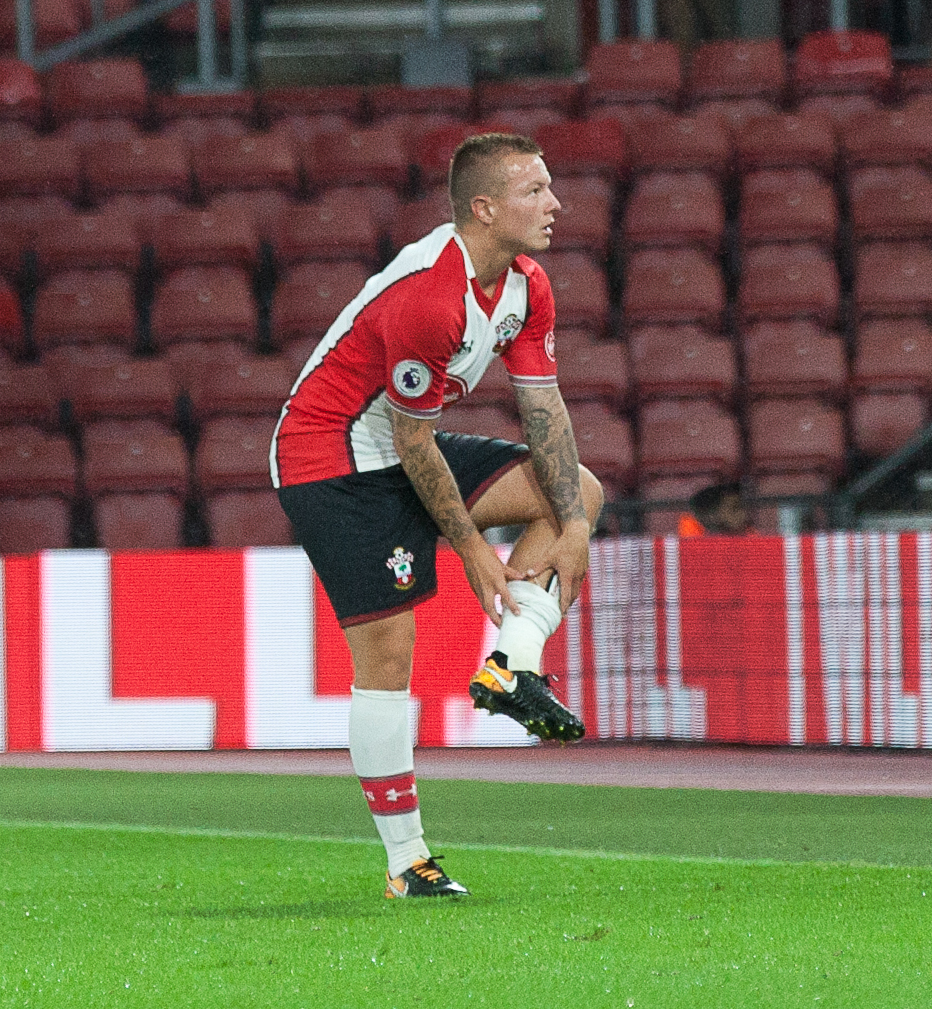
Clasie w 2017

W dniu 15 lipca 2015 r. przeniósł się do Southampton na zasadzie 5-letniej umowy. Kwota transferu wyniosła 8 mln funtów. Tym samym dołączył do drużyny, którą prowadzi jego trener z lat gry w holenderskiej lidze Ronald Koeman. 30 listopada 2016 roku zdobył pierwszą bramkę dla Świętych w ćwierćfinale Pucharu Ligi Angielskiej z Arsenalem.

## Kariera reprezentacyjna
W listopadzie 2010 r. został powołany do kadry narodowej U-21. W lutym 2012r. trener dorosłej kadry przyglądał się Clasiemu i zastanawiał się czy nie powołać go na Mistrzostwa Europy 2012. Clasie znalazł się w 23-osobowej kadrze Holandii na Mistrzostwach Świata w 2014 r. Holendrzy zajęli trzecie miejsce na tym turnieju. Zagrał w dwóch spotkaniach z Argentyną (zmienił Nigela de Jonga) i w meczu o trzecie miejsce (z Reprezentacją Brazylii w piłce nożnej) zagrał w podstawowym składzie.

## Statystyki kariery
Statystyki dostępne na dzień 7 maja 2019.
| Klub               | Klub               | Klub               | Liga  | Liga | Puchary krajowe | Puchary krajowe | Międzynarodowe | Międzynarodowe | Łącznie | Łącznie |
| Klub               | Sezon              | Liga               | Mecze | Gole | Mecze           | Gole            | Mecze          | Gole           | Mecze   | Gole    |
| ------------------ | ------------------ | ------------------ | ----- | ---- | --------------- | --------------- | -------------- | -------------- | ------- | ------- |
| Excelsior          | 2010–11            | Eredivisie         | 34    | 2    | 1               | 0               | –              | –              | 35      | 2       |
| Excelsior          | Łącznie            | Łącznie            | 34    | 2    | 1               | 0               | —              | —              | 35      | 2       |
| Feyenoord          | 2011–12            | Eredivisie         | 33    | 3    | 0               | 0               | –              | –              | 33      | 3       |
| Feyenoord          | 2012–13            | Eredivisie         | 33    | 2    | 2               | 0               | 4              | 0              | 39      | 2       |
| Feyenoord          | 2013–14            | Eredivisie         | 32    | 1    | 3               | 0               | 2              | 0              | 37      | 1       |
| Feyenoord          | 2014–15            | Eredivisie         | 31    | 2    | 1               | 0               | 12             | 0              | 44      | 2       |
| Feyenoord          | Łącznie            | Łącznie            | 129   | 8    | 6               | 0               | 18             | 0              | 153     | 8       |
| Southampton        | 2015–16            | Premier League     | 14    | 0    | 2               | 0               | 1              | 0              | 17      | 0       |
| Southampton        | 2016–17            | Premier League     | 13    | 0    | 2               | 0               | 0              | 0              | 15      | 0       |
| Southampton        | Łącznie            | Łącznie            | 38    | 1    | 6               | 1               | 1              | 0              | 46      | 2       |
| Brugge             | 2017–18            | Eerste klasse      | 17    | 0    | 0               | 0               | 0              | 0              | 17      | 0       |
| Feyenoord          | 2018–19            | Eredivisie         | 40    | 1    | 0               | 0               | 0              | 0              | 40      | 1       |
| Łącznie w karierze | Łącznie w karierze | Łącznie w karierze | 251   | 12   | 13              | 1               | 19             | 0              | 293     | 13      |

## Sukcesy

### Reprezentacja
- Mistrzostwa Świata 2014:  Brąz